# Egisto Lancerotto
Egisto Rinaldo Lancerotto (Noale, 21 agosto 1847 – Venezia, 31 maggio 1916) è stato un pittore italiano.

## Biografia
Nato a Noale da Marianna Scattagia e Giuseppe, impiegato dell'Impero Asburgico che nel 1853 si trasferisce a Venezia per motivi di lavoro, dal 1867 al 1874 frequenta l'Accademia di belle arti, dove è allievo di Napoleone Nani, Michelangelo Grigoletti, Federico Moja e Pompeo Marino Molmenti; quest'ultimo ha una notevole influenza sullo sviluppo artistico di Lancelotto, che indirizza il suo stile verso le dinamiche veriste proprie della contemporanea Scuola veneziana.
Dopo un primo successo conquistato con l'opera storica L'assedio di Firenze, negli anni Settanta svolge attività didattiche all'interno della stessa Accademia di belle arti di Venezia come assistente ai corsi di pittura, mentre negli anni ottanta ottiene l'apprezzamento di pubblico e critica attraverso importanti affermazioni alle Promotrici di Venezia e di Milano, dove espone opere di soggetto verista quali Felicità Materna, Caccia al Selvatico, I piccoli pittori, La regata Veneziana e il trittico Scuola di Pittura, dove sono rappresentate ambientazioni domestiche e rurali, popolari e legate ai costumi cittadini, scene di vita quotidiana e mondana veneziane.
Molto attivo a Ferrara, dove è legato alla Società Promotrice di belle arti Benvenuto Tisi da Garofalo, partecipa a mostre su tutto il territorio nazionale ed europeo (Vienna, Monaco di Baviera, Berlino, Anversa, San Pietroburgo; nel 1897 avviene l'esordio alla Biennale di Venezia, dove l'emergenza delle nuove correnti pittoriche lo relega alla definizione ormai superata di passatista: la sua opera Chioggiotti in porto non viene accettata a quattro edizioni della stessa Biennale.
Nei primi anni del 1900 si trasferisce in Brianza, dove frequenta i colleghi Leonardo Bazzaro, Cesare Tallone ed Emilio Gola e tiene corsi di pittura; in questo periodo prosegue nella sua attività pittorica, focalizzandosi sulla rappresentazione di ritratti femminili, dove traspare la viva sensualità e maliziosità delle protagoniste, mentre al contempo cerca di rinnovarsi con nuove opere rivolte a istanze simboliste e divisioniste.
Colpito nel 1910 da una grave malattia al petto, è costretto a frequenti ricoveri: nel 1912 si trasferisce in una casa-studio situata al Lido di Venezia e appositamente progettata dall'amico ingegner Sicher, dove prosegue l'attività di maestro di pittura.
Muore in povertà nel 1916 all'Ospedale Civile di Venezia.
La città natale di Noale ha onorato la sua memoria istituendo una collezione composta da 24 disegni e 70 tele, in prevalenza ritratti e scene di vita quotidiana, gran parte oggetto di un lascito dello stesso artista al comune.
La Quadreria Civica Lancerotto è attualmente custodita nei locali del Municipio presso Palazzo della Loggia, mentre altre opere si trovano nella Biblioteca comunale di Palazzo Scotto.

## Stile
Lancerotto viene identificato come appartenente alla Scuola Veneziana del Vero, gruppo di artisti (tra i quali Guglielmo Ciardi, Giacomo Favretto, Alessandro Milesi ed Ettore Tito) formatisi presso Accademia di belle arti di Venezia molto vicini alla corrente macchiaiola, declinata in chiave coloristica tipicamente veneziana e concentrandosi prevalentemente su tematiche di genere.
Lancerotto si focalizza su una pittura prevalentemente di interni che illustra intimi affetti familiari (Primi passi, Felicità materna) e ritratti femminili con maliziosi giochi di seduzione (Idillio, Fidanzati nel parco), descrivendone la profonda componente emozionale e sentimentale.
Nella sua maturità si spinge, con scarso successo, in direzione di suggestioni moderniste legate al Simbolismo, con una stesura cromatica larga e pastosa.

## Opere principali
- Ritratto di Guglielmo Ciardi (1870-1875), olio su tela, Museo di Ca' Pesaro, Venezia;
- Dilettante di pittura (1874), olio su tela, collezione privata;
- Ritratto di Teresa Lancerotto (1876), olio su tela, collezione privata;
- Ragazza veneziana (1876), olio su tavola, collezione privata;
- Ritratto di Angela Lancerotto (1876), olio su tela, collezione privata;
- La tombola (1879), olio su tela, collezione privata;
- Ritratto di Giuseppe Lancerotto (1880), olio su tela, collezione privata;
- Il barcaiolo (1880), olio su tela, collezione civica, Noale[13];
- Giovane donna in piedi (1880), olio su tela, Museo di Ca' Rezzonico, Venezia;
- Piccoli pittori (A piè d'un ponte) (1881), olio su tela, collezione civica, Noale[13];
- Ritratto di Antonio Prandstraller (1882), olio su tela, collezione civica, Noale[13];
- Ritratto di Marie de Holas (1882), olio su tela, collezione privata;
- Ritratto di Riccardo Wagner (1882), acquarello, Teatro La Fenice, Venezia;
- Visita al museo (1882), olio su tela, collezione privata;
- Ritratto di Virginia Prandstaller (1883), olio su tela, collezione privata;
- L'assedio di Firenze (1883), olio su tela, collezione civica, Noale[13];
- Donna in veranda (1884), olio su tela, collezione civica, Noale[13];
- Convegno (Idillio al cancello) (1884), olio su tela, collezione civica, Noale[13];
- Riposo (1884), olio su tela, collezione privata;
- Delusione- Al mattino dopo un ballo (L'alba) (1885), olio su tela, collezione civica, Noale[13];
- Ritratto di Angela (1885), olio su tela, collezione privata;
- Felicità materna (Compiacenze materne) (1886), olio su tela, collezione privata;
- La lettrice (1886), olio su tela, collezione privata;
- L'anticamera dello studio (1886), olio su tela, Palazzo del Quirinale, Roma;
- Dormiente (1886), olio su tela, collezione civica, Noale[13];
- Scuola di pittura (1886), olio su tela, collezione civica, Noale[13];
- Regata veneziana (1887), olio su tela, collezione civica, Noale[13];
- La farfalla (1888), olio su tela, collezione civica, Noale[13];
- Mamma felice (1888), olio su tela, collezione privata;
- Coscritti (1889), olio su tela, collezione privata;
- Colombi di San Marco (1889), olio su tavola, collezione privata;
- Ritratto della madre Marianna (1890), olio su tela, collezione civica, Noale[13];
- Ritratto del padre Giuseppe (1890), olio su tela, collezione civica, Noale[13];
- In famiglia (1890), olio su tela, collezioni ITIS, Trieste;
- Ritratto di Maria Vian (1890), olio su tela, collezione civica, Noale[13];
- Ritratto di ragazzina (1890), olio su tela, collezione civica, Noale[13];
- Autoritratto (1890-1900), olio su tela, Museo di Ca' Pesaro, Venezia;
- La fioraia (1890), olio su tela, collezione Banco BPM, Milano[14];
- La figlia del pescatore (1890-1900), olio su tela, collezione Banco BPM, Milano[15];
- Contadini friulani (1892), olio su tela, Civici musei di Storia ed Arte, Trieste;
- La vedova (1897), olio su tela, collezione civica, Noale[13];
- Chioggiotti in porto (1897), olio su tela, Museo di Ca' Pesaro, Venezia;
- In Brianza (1905), olio su tela, collezione civica, Noale[13];
- Matrimonio in Brianza (1905), olio su tela, collezione civica, Noale[13];
- Primi passi (1909), olio su tela, collezione civica, Noale[13];
- Ritratto di Carlo Prandstraller (1910), olio su tela, collezione civica, Noale[13];
- La vendemmiatrice (1910), olio su tela, collezione civica, Noale[13];
- Ritratto di Adele Sicher (1914), olio su tela, collezione civica, Noale[13];
- Idillio (1916), olio su tela, Comune di Noale[16];
- Autoritratto (1919), olio su tavola, collezione privata;
- Ritratto di donna a figura intera (non datata), olio su tela, Museo di Ca' Pesaro, Venezia;
- L'ora del pasto delle galline (non datata), olio su tela, Museo di Ca' Pesaro, Venezia;
- Ritratto di giovane donna con rosa sui capelli (non datata), olio su tela, Museo di Ca' Rezzonico, Venezia;
- Odalisca (non datata), olio su tela, Museo di Ca' Rezzonico, Venezia;
- Nudo di donna con pappagallo (non datata), olio su tela, Museo di Ca' Rezzonico, Venezia;
- Ritratto di Pietro Fortunato Calvi (non datata), olio su tela, collezione civica, Noale[13];
- Uomo sdraiato (non datata), olio su tela, collezione civica, Noale[13];
- Ritratto del senatore Verga (non datata), olio su tela, collezione civica, Noale[13].